# Glukagonska receptorska familija
Glukagonska receptorska familija je grupa blisko srodnih G protein spregnutih receptora, koja obuhvata:
- Glukagonski receptor
- Receptor glukagonu sličnog peptida 1
- Receptor glukagonu sličnog peptida 2
- Receptor gastričnog inhibitornog polipeptida

Prva tri receptora vezuju blisko srodne peptidne hormone (glukagon, glukagonu sličan peptid-1, glukagonu sličan peptid-2) izvedene iz proglukagonskog polipeptida. Zadnji receptor vezuje gastrični inhibitorni polipeptid.

## Spoljašnje veze
- „Glucagon Receptors”. IUPHAR Database of Receptors and Ion Channels. International Union of Basic and Clinical Pharmacology. Архивирано из оригинала 03. 03. 2016. г.